# Nasinu FC
Nasinu FC is een Fijische voetbalclub uit Nasinu.
De club werd opgericht op 1976. De club speelt anno 2023 in de National Football League.

## Bekende (oud-)spelers
- Ronald Ram